# Santé de la femme

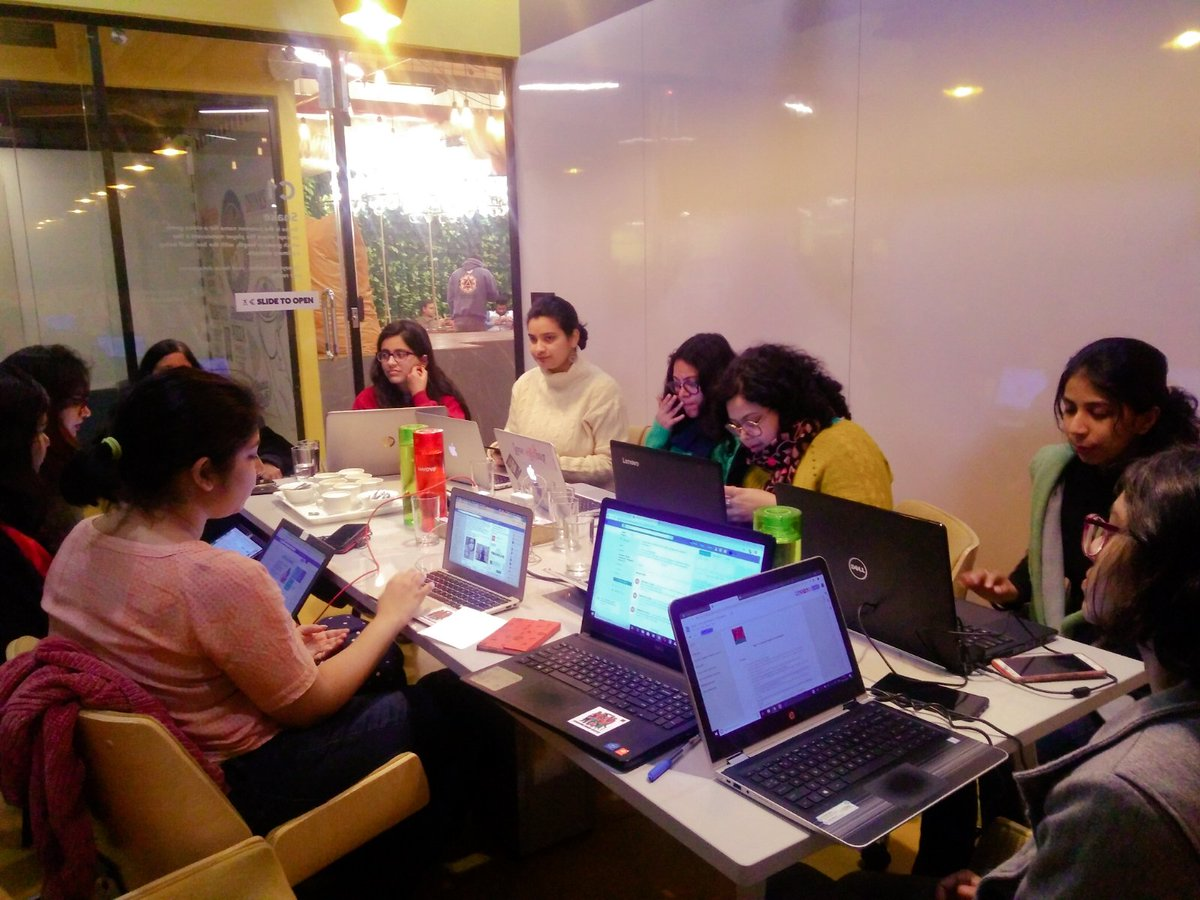
Des participantes à l’éditathon Wikipédia sur la santé des femmes à New Delhi, en Inde, organisé par FII Wiki Project et TheaCare.

La santé de la femme désigne tous les éléments qui peuvent spécifiquement influencer la santé des femmes. Elle est un sous-ensemble de la santé de la population. Elle inclut tant les sujets liés à la médecine de la reproduction, tel que la gynécologie, mais aussi toutes les affections qui concernent habituellement plus les femmes (certains cancers, l'ostéoporose, l'anémie, etc), ainsi que les comportements et les inégalités de traitements induisant des conséquences spécifiques sur la santé des femmes (violences domestiques, moindre accès à certains soins ou à l'éducation, etc).

## Santé mentale
Du fait des difficultés rencontrées lors de leur parcours personnel et professionnel, les femmes sont plus touchées que les hommes par des problématiques de santé mentale. Dans une étude publiée pour la France sur la cohorte Constances, les femmes rencontrant un plafond de verre, notamment dans les carrières à fortes responsabilités, développent plus fréquemment des troubles dépressifs.